# Guardie svizzere (Regno di Sardegna)
Il Reggimento delle Guardie Svizzere o Cent-Suisses de la Garde, ricalcando il modello francese, era un reggimento di fanteria svizzera al servizio dei sovrani sabaudi dal 1579 sino al 1831, ad eccezione del periodo 1800-1811 quando l'unità era al servizio della Francia e 1811-1814 quando venne sciolta.
L'utilizzo di mercenari svizzeri era pratica usuale nell'Europa di età moderna e la prima capitolazione, cioè reclutamento, di unità svizzere per i Savoia si fa risalire addirittura al Medioevo, quando, nel 1243, il conte Amedeo IV assoldò circa 800 uomini dal cantone di Berna. 

Salone degli Svizzeri al Palazzo Reale di Torino.

Per tutto il Seicento e il Settecento i Savoia reclutarono reggimenti svizzeri sottoscrivendo i contratti di ingaggio direttamente con i colonnelli proprietari creando delle vere e proprie dinastie fedelissime di Casa Savoia come i Kalbermatten, i de Courten e i Belmont. I dinasti sabaudi preferivano gli elvetici provenienti dai cantoni cattolici tuttavia, specie in tempo di guerra, reclutarono anche qualche unità giunta dai cantoni protestanti.

## Storia

Guardia svizzera nel 1750 circa.

I reggimenti svizzeri, però, non sono da confondere con le guardie svizzere le quali non avevano il compito di combattere direttamente in guerra bensì quello di guardia personale del duca e, successivamente, di rappresentanza nelle residenze reali. Il primo nucleo di quella che sarà la Guardia Svizzera venne creato il 15 settembre 1579 per volere del duca Emanuele Filiberto: egli formò una prima compagnia di 70 uomini provenienti dai cantoni cattolici come guardia ducale. Nel 1615 la compagnia venne unita ad altre di nuova creazione dando vita al reggimento comandato dal colonnello lucernese Walter Amrhin. Poiché nella guerra civile piemontese una delle due compagnie costituenti il reggimento aveva defezionato, questo venne ridotto ad una sola compagnia. Nel 1644 il reggimento si costituì in quattro compagnie e nel 1650 avvenne nuovamente una riduzione ad una sola compagnia. 
Con l'arrivo delle truppe rivoluzionarie francesi guidate da Napoleone e con la sconfitta del regno di Sardegna, il 9 dicembre 1798 la compagnia venne sciolta dal giuramento verso Casa Savoia e continuò a servire i nuovi dominatori. Nel giugno del 1799, con la riscossa austro-russa, l'unità venne nuovamente posta al servizio nominale di re Carlo Emanuele IV, che tuttavia non si trovava a Torino ma ancora in esilio, ma, dopo la vittoria francese a Marengo, la compagnia tornò al servizio della repubblica subalpina sino al suo scioglimento definitivo nel 1811.

Guardia svizzera dalla Restaurazione a Carlo Alberto.

Con la Restaurazione, re Vittorio Emanuele I, con decreto del 18 giugno 1814, ordinò la riorganizzazione della compagnia alabardieri svizzeri che perdurò sino al decreto del 17 dicembre 1831, entrato in vigore dal 1º gennaio 1832, e cioè quando re Carlo Alberto ne decise la soppressione permanente. I militari che costituivano la compagnia o vennero assegnati alla Compagnia delle Guardie del Real Palazzo o vennero assegnati ai reggimenti attivi oppure, nella maggioranza dei casi, vennero licenziati.

## Comandanti
- conte Louis-Grégoire de Kalbermatten (6 ottobre 1768 – Sion, 8 novembre 1845), già militare nel reggimento svizzero de Courten del regno di Francia, entrò al servizio piemontese nel 1814 come comandante militare di Annecy e del Rumilly. Nel 1818 divenne colonnello comandante del reggimento delle Guardie Svizzere sino al suo scioglimento. Nel 1832 ottenne il titolo di conte e nel 1838 fu borgomastro di Sion[1].